# 13 decembrie
ianuarie • februarie • martie  • aprilie  • mai  • iunie  • iulie  • august  • septembrie  • octombrie  • noiembrie  • decembrie
13 decembrie este a 347-a zi a calendarului gregorian și a 348-a zi în anii bisecți. Mai sunt 18 zile până la sfârșitul anului.

## Evenimente

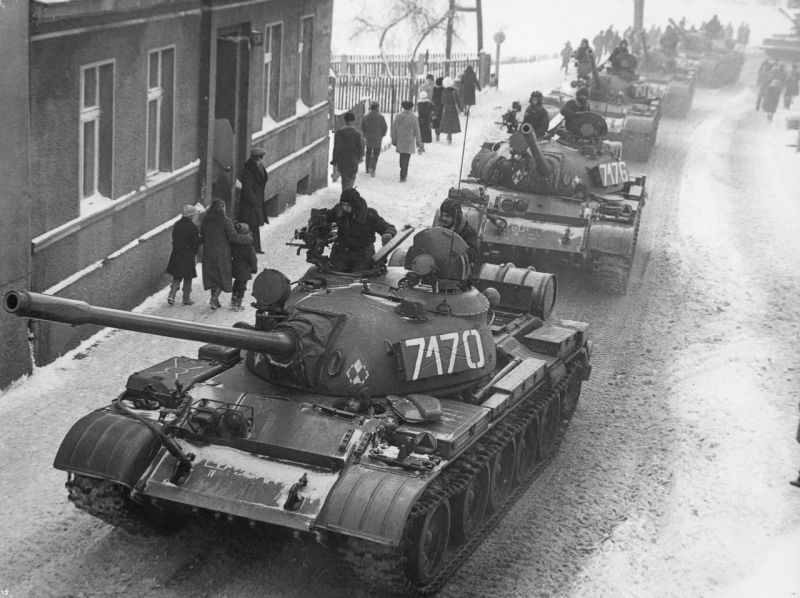
1981: Generalul Jaruzelski decretează legea marțială în Polonia. Măsura era luată ca urmare a amplelor manifestări sociale organizate de sindicatul Solidaritatea.

- 1524: Este confirmat la Istanbul, ca domn al Țării Românești, Radu de la Afumați (1522–1529), în urma victoriilor obținute de domnitorul român în perioada 1522–1524.
- 1642: Noua Zeelandă a fost descoperită de navigatorul olandez Abel Tasman.
- 1863: Guvernul Kogălniceanu votează legea secularizării averilor mânăstirești, deziderat al Revoluției de la 1848.
- 1918 Are loc manifestarea muncitorească din București - care a urmat grevei tipografilor - înăbușită în sânge, cu mai mulți morți (între 16 și 100 în funcție de mai multe surse) și câteva sute de răniți. Au urmat arestări și anchete. În urma tratamentului aplicat în detenție, unul din cei mai importanți oameni ai mișcării I. C. Frimu, a murit.
- 1921: Demisia guvernului condus de generalul Alexandru Averescu.
- 1928: Are loc, la Filarmonica din New York, premiera compoziției Un american la Paris, de George Gershwin.
- 1941: Al Doilea Război Mondial: România și Ungaria declară război Statelor Unite.
- 1949: Se înființează Mosad, Institutul Israelaian pentru Informații Externe.
- 1960: În timp ce împăratul Haile Selassie I al Etiopiei vizitează Brazilia, Garda Imperială preia capitala și îl proclamă împărat pe fiul acestuia, Prințul Moștenitor Asfa Wossen.

- 1981: Generalul Jaruzelski decretează legea marțială în Polonia. Măsura era luată ca urmare a amplelor manifestări sociale organizate de sindicatul Solidaritatea.
- 1990: A fost înființat Consiliul Suprem de Apărare a Țării (CSAT), prin Legea nr. 39/13.12.1990. Scopul declarat al acestei instituții este: „organizarea și coordonarea unitară a activităților care privesc apărarea țării și siguranța statului în timp de pace, cât și de război”.
- 1991: Este semnat, la Seul, Acordul privind reconcilierea, neagresiunea, cooperarea și schimburile dintre Nordul și Sudul Coreei, intrat în vigoare la 19.02.1992. A fost semnată declarația privind crearea unei zone denuclearizate în peninsula Coreea.
- 1996: Liderii Uniunii Europene au prezentat design–ul bancnotelor EURO.
- 1996: Kofi Annan a devenit secretarul general al ONU.
- 2000: Scriitorului rus Aleksandr Soljenițîn, laureat al Premiului Nobel pentru Literatură, i–a fost decernat Marele Premiu al Academiei Franceze de Științe Morale și Politice.
- 2002: Uniunea Europeană anunță că Cipru, Republica Cehă, Estonia, Ungaria, Letonia, Lituania, Malta, Polonia, Slovacia și Slovenia vor deveni membre de la 1 mai 2004.
- 2003: Președintele irakian Saddam Hussein este capturat în apropierea orașului Tikrit.
- 2005: A fost inaugurat noul sediu al Bibliotecii Academiei Române.
- 2011: Un atac armat a avut loc la Liège, în Belgia, soldat cu șase morți și 125 de răniți.

## Nașteri
- 1521: Papa Sixtus al V-lea (d. 1590)
- 1533: Eric al XIV-lea al Suediei (d. 1577)
- 1553: Henric al IV-lea al Franței (1589-1610), întemeietorul dinastiei de Burbon (d. 1610)
- 1678: Împăratul Yongzheng al Chinei (d. 1735)
- 1720: Carlo Gozzi, dramaturg italian (d. 1806)
- 1724: Franz Aepinus, astronom, matematician, fizician și filozof german (d. 1802)
- 1784: Arhiducele Louis de Austria (d. 1864)
- 1797: Heinrich Heine, poet german (d. 1856)
- 1816: Werner von Siemens, inginer și industriaș german (d. 1892)
- 1833: Petre S. Aurelian, om politic român, membru și președinte al Academiei Române (d. 1909)

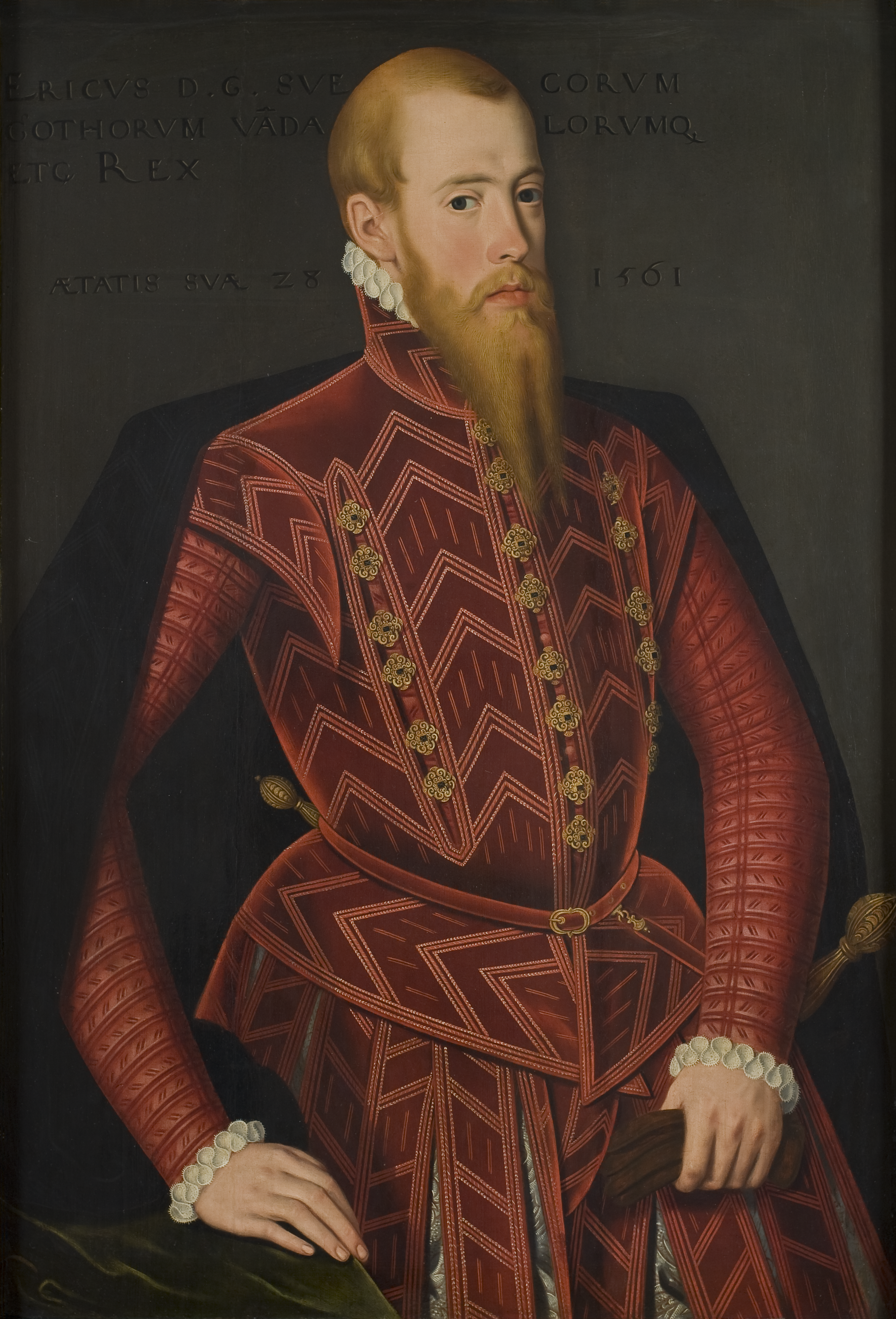
Eric al XIV-lea al Suediei
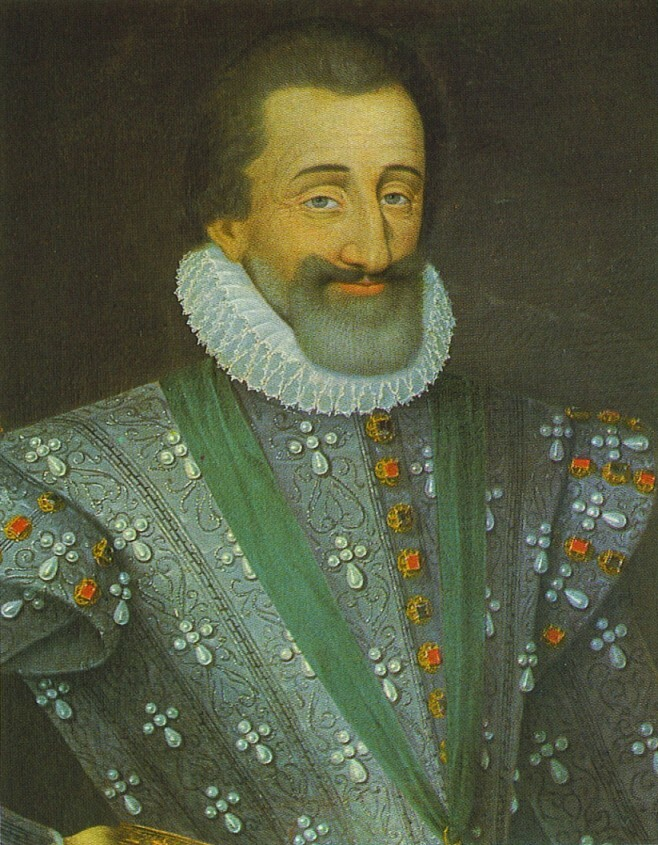
Henric al IV-lea al Franței
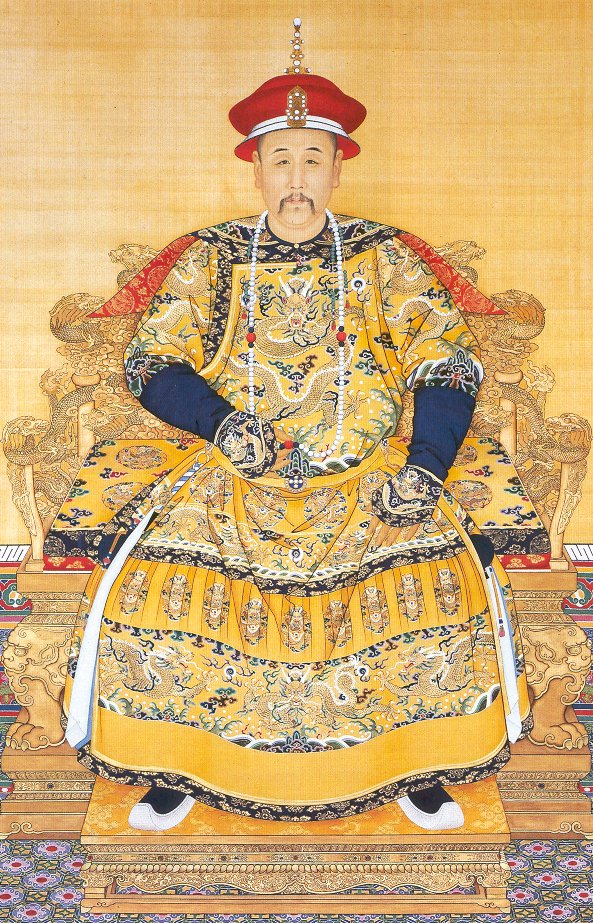
Împăratul Yongzheng al Chinei

- 1886: Nae Leonard, tenor român (d. 1928)
- 1887: Mihail Cruceanu, poet român (d. 1988)
- 1893: Gheorghe Atanasiu, fizician român (d. 1972)
- 1894: Fernando de Fuentes, regizor, scenarist și producător de filme mexican (d. 1958)
- 1896: Charles Plisnier, scriitor belgian, câștigător al Premiului Goncourt în 1937 (d. 1952)
- 1900: Ionel Perlea, compozitor și dirijor român (d. 1970)
- 1906: Hendrik Brugmans, om politic și intelectual neerlandez (d. 1997)
- 1906: Prințesa Marina a Greciei și Danemarcei (d. 1968)
- 1907: Grigore Băjenaru, scriitor român (d. 1986)
- 1915: Curd Jürgens, actor germano-austriac (d. 1982)
- 1916: Tatiana Baillayre, graficiană română (d. 1991)
- 1918: Liviu Comes, muzicolog român (d. 2004)
- 1923: Philip Warren Anderson, fizician american, laureat al Premiului Nobel pe anul 1977 (d. 2020)
- 1925: Ovidiu Maitec, sculptor român, membru corespondent al Academiei Române (d. 2007)
- 1925: Nicolae Proca, fotbalist român (d. 2007)
- 1925: Dick Van Dyke, actor american
- 1928: Loula Anagnostaki, scriitoare greacă (d. 2017)
- 1929: Christopher Plummer, actor canadian de teatru și film (d. 2021)
- 1930: Nathan Zach, poet israelian (d. 2020)
- 1932: Tatsuya Nakadai, actor japonez
- 1935: Reza Baraheni, scriitor, poet, critic și om politic iranian (d. 2022)
- 1939: Zeno Gârban, chimist român
- 1943: Bob Robert Brier, egiptolog american
- 1947: Ioan Bocșa, solist român de muzică populară
- 1953: Ben Bernanke, economist american
- 1957: Steve Buscemi, actor, scenarist și regizor american
- 1964: Dieter Eilts, fotbalist german
- 1967: Jamie Foxx, actor american
- 1973: Eduard-Stelian Martin, politician român
- 1974: Vasile Jula, fotbalist român
- 1980: Oljas Bektenov, politician kazah, prim-ministru
- 1981: Amy Lee, cântăreață americană

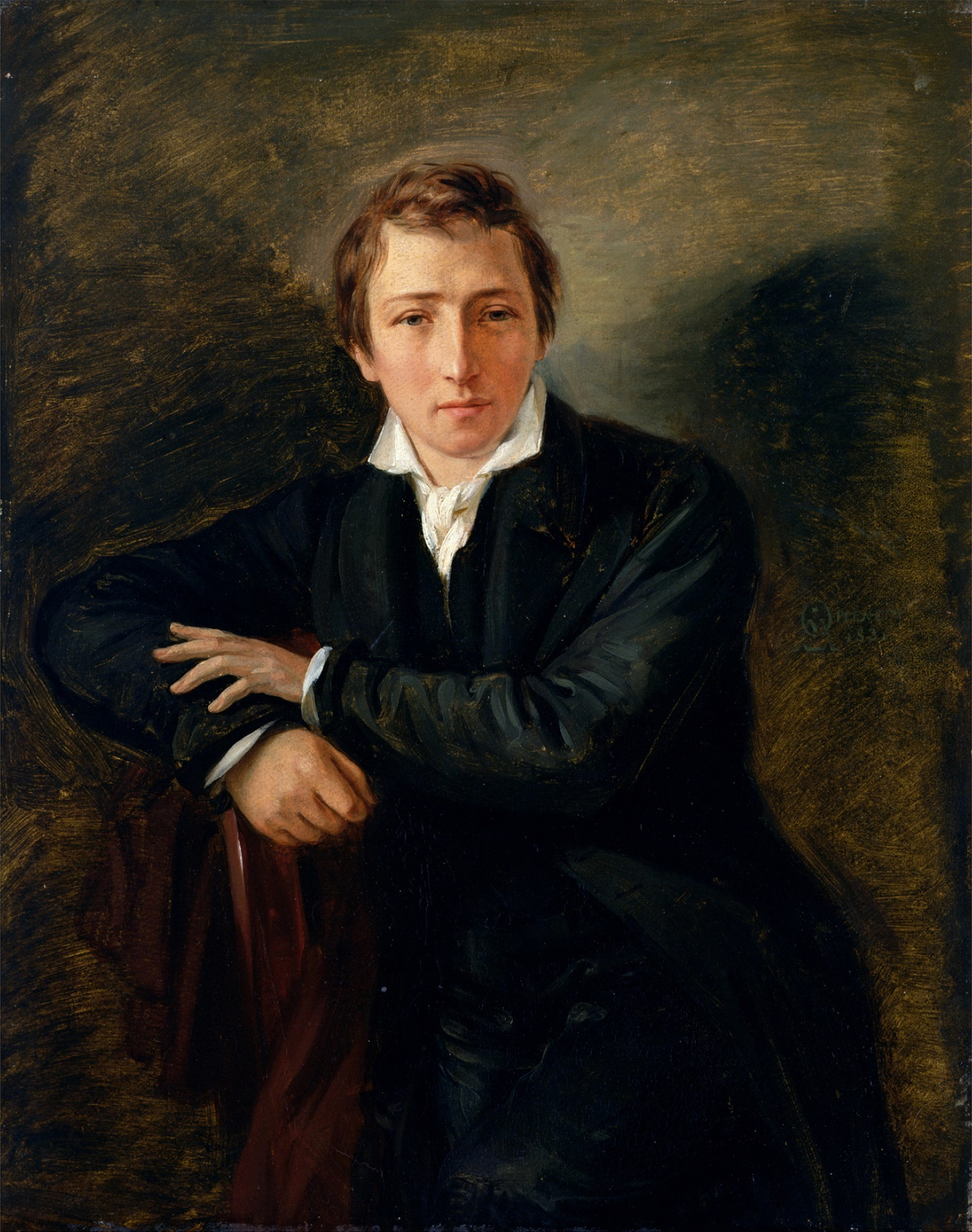
Heinrich Heine, poet german
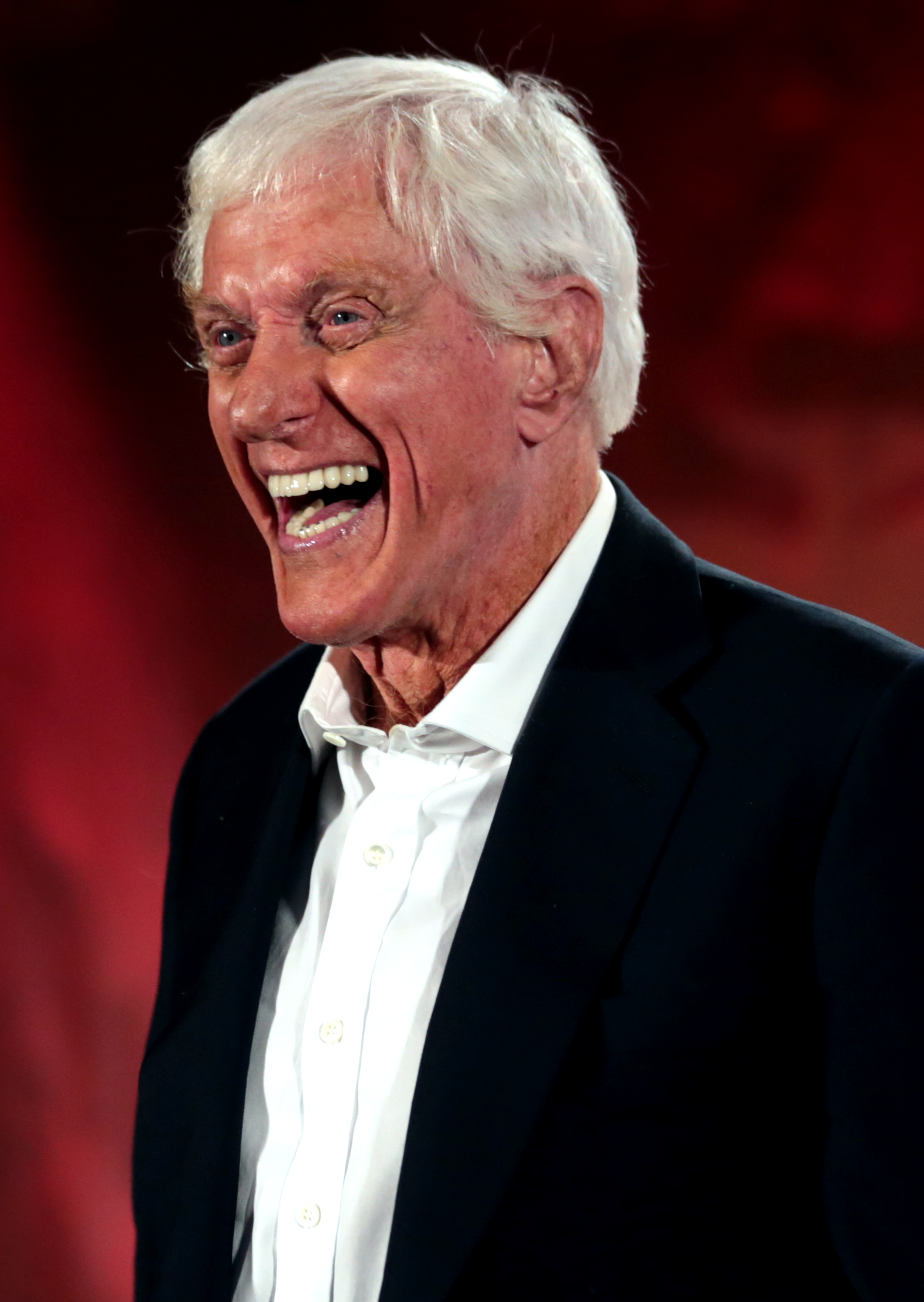
Dick Van Dyke, actor american
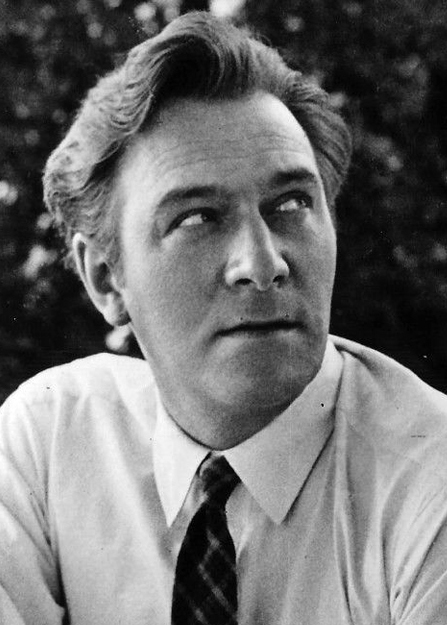
Christopher Plummer, actor canadian

- 1982: Elisa Di Francisca, scrimeră italiană, campioană olimpică la floretă
- 1984: Monica Andrei, cântăreață română
- 1984: Santi Cazorla, fotbalist spaniol
- 1985: Frida Hansdotter, schioare suedeză
- 1989: Cécilia Berder, scrimeră franceză
- 1989: Mikel Landa, ciclism spaniol
- 1989: Nerea Pena, handbalistă spaniolă
- 1989: Taylor Swift, cântăreață din Statele Unite ale Americii
- 1993: Andreea Stefanescu, gimnastă italiană de origine română
- 1994: Laura Flippes, handbalistă franceză
- 1996: Aïssa Bilal Laïdouni, fotbalist francez
- 2001: Cristian Dumitru, fotbalist român

## Decese
- 1048: Al Biruni, enciclopedist arab (n. 973)
- 1124: Papa Calixt al II-lea
- 1126: Henric al IX-lea de Bavaria (n. 1075)
- 1204: Moise Maimonide, filosof, medic din Evul Mediu (n. 1135)
- 1250: Frederic al II-lea, Împărat Roman (n. 1194)
- 1466: Donatello, sculptor italian (n. 1386)
- 1521: Manuel I al Portugaliei (n. 1469)

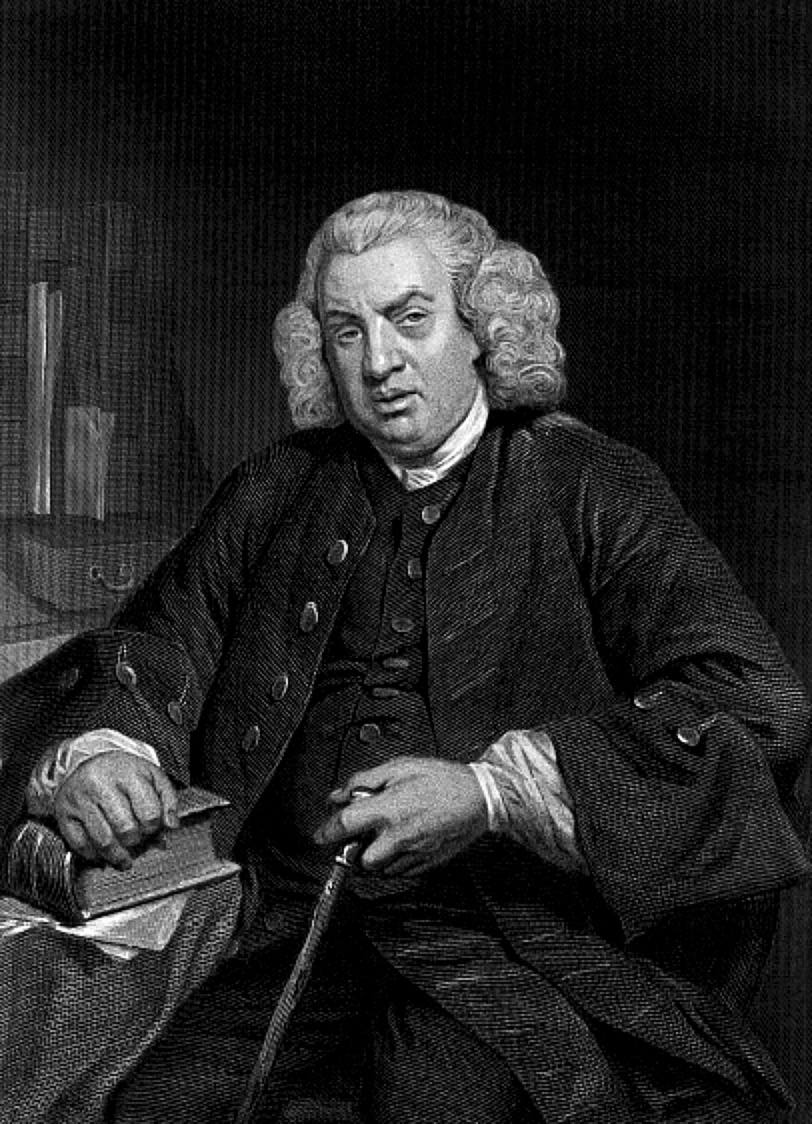
Samuel Johnson, scriitor și lexicograf britanic
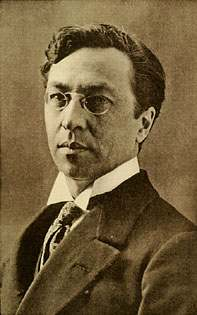
Vasili Kandinsky, pictor rus stabilit în Franța
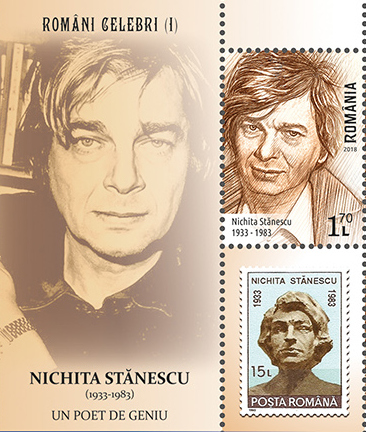
Nichita Stănescu, poet român

- 1621: Ecaterina Stenbock, a treia soție a regelui Gustav I al Suediei (n. 1535)
- 1638: Caterina a Suediei, prințesă suedeză (n. 1584)
- 1693: Mitropolitul Dosoftei, cărturar român, mitropolit al Moldovei, poet și traducător. (n. 1624)
- 1784: Samuel Johnson, scriitor și lexicograf britanic (n.  1709)
- 1869: Louis-Anselme Longa, pictor francez (n. 1809)
- 1909: Innokenti Annenski, scriitor rus (n. 1855)
- 1912: Grigore Mithridate Buiucliu, jurist și om politic român (n. 1840)
- 1935: Victor Grignard, chimist francez, laureat al Premiului Nobel (n. 1871)
- 1944: Vasili Kandinsky, pictor rus stabilit în Franța (n.  1866)
- 1948: Zaharia Bârsan, dramaturg român (n. 1878)
- 1950: Abraham Wald, matematician american originar din Transilvania (n. 1902)
- 1955: Alexandru Proca, fizician român, membru de onoare (1990) al Academiei Române (n. 1897)
- 1958: Marea Ducesă Maria Pavlovna a Rusiei (n. 1890)
- 1983: Nichita Stănescu, poet, eseist român, laureat al Premiului Herder (n. 1933)
- 1991: André Pieyre de Mandiargues, scriitor francez, câștigător al Premiului Goncourt în 1967 (n. 1909)
- 2016: Thomas Schelling, economist american, laureat Nobel (n. 1921)
- 2020: Otto Barić, antrenor croato-austriac de fotbal (n. 1933)
- 2020: Dumitru Dobrescu, medic român (n. 1927)

## Sărbători
- Sf. Ierarh Dosoftei, mitropolitul Moldovei (calendar ortodox)
- Sf. M. Mc. Eustratie, Auxentie, Evghenie, Mardarie și Orest; Sf. Mc. Lucia (calendar ortodox și greco-catolic)
- Sf. Lucia; Otilia (calendar romano-catolic)
- România:
  - Ziua tipografului[1]